# Резервний банк Вануату
Резервний банк Вануату (англ. Reserve bank of Vanuatu) — центральний банк Вануату.

## Історія
В кінці 1980 року заснований державний Центральний банк Вануату. 1 січня 1981 року банк почав операції. У травні 1989 року банк перейменований в Резервний банк Вануату.